# بیررسول بخش (کنارک)
بیررسول بخش یک روستا در ایران است که در استان سیستان و بلوچستان واقع شده‌ ،  این روستا در شهرستان کنارک استان سیستان بلوچستان واقع شده است . یکی از ویژگی های این روستا حضور این روستا در نزدیکی های سواحل دریای مکران می باشد که جلوه خاصی به این منطقه داده است . بیررسول بخش ۲۷۹ نفر جمعیت دارد.